# Shrek 2: Team Action
Shrek 2: Team Action — відеогра, заснована на мультфільмі Шрек 2. Гра є доповненням до гри Shrek 2.

## Гемплей
Гравець може грати за Шрека або за його 9 друзів по всій грі, і подорожувати через 11 рівнів. Протягом гри присутня можливість перемикання між 4 героями, доступних на кожному рівні.

## Головні персонажі
Шрек — головний герой, він може піднімати предмети і кидати в ворогів.
Принцеса Фіона — дружина Шрека і дочка короля Гарольда і королеви Ліліан. У грі має сильні бойових дій.
Осел — близький друг Шрека і Фіони. У грі в нього потужний удар копитом.
Кіт у чоботях — спочатку він один з босів, потім один з героїв який може ходити по канату.
Червона Шапочка — супутниця Шрека і компанії. Вона може кидатися яблуками.
Пряня — приятель компанії, використовує карамельну тростину як бумеранг.
Вовк — один з команди, яка рятує Шрека з в'язниці. Здатність — сильне дуття, але у цирку не виступає.